# Aeneator fontainei
Aeneator fontainei is een slakkensoort uit de familie van de Buccinidae. De wetenschappelijke naam van de soort werd in 1839 voor het eerst geldig gepubliceerd door Alcide d'Orbigny.